# 扁額

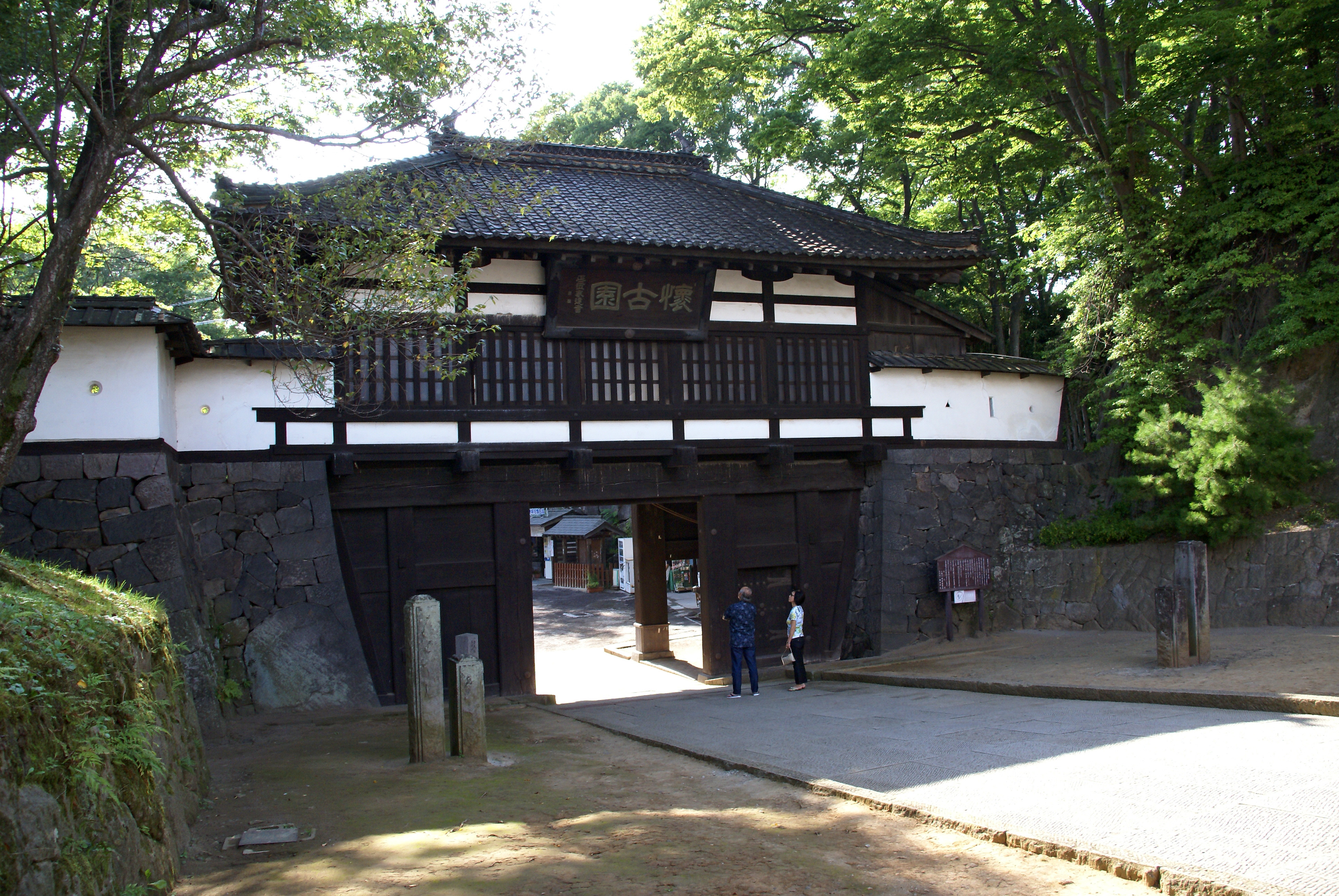
小諸城三の門とその扁額

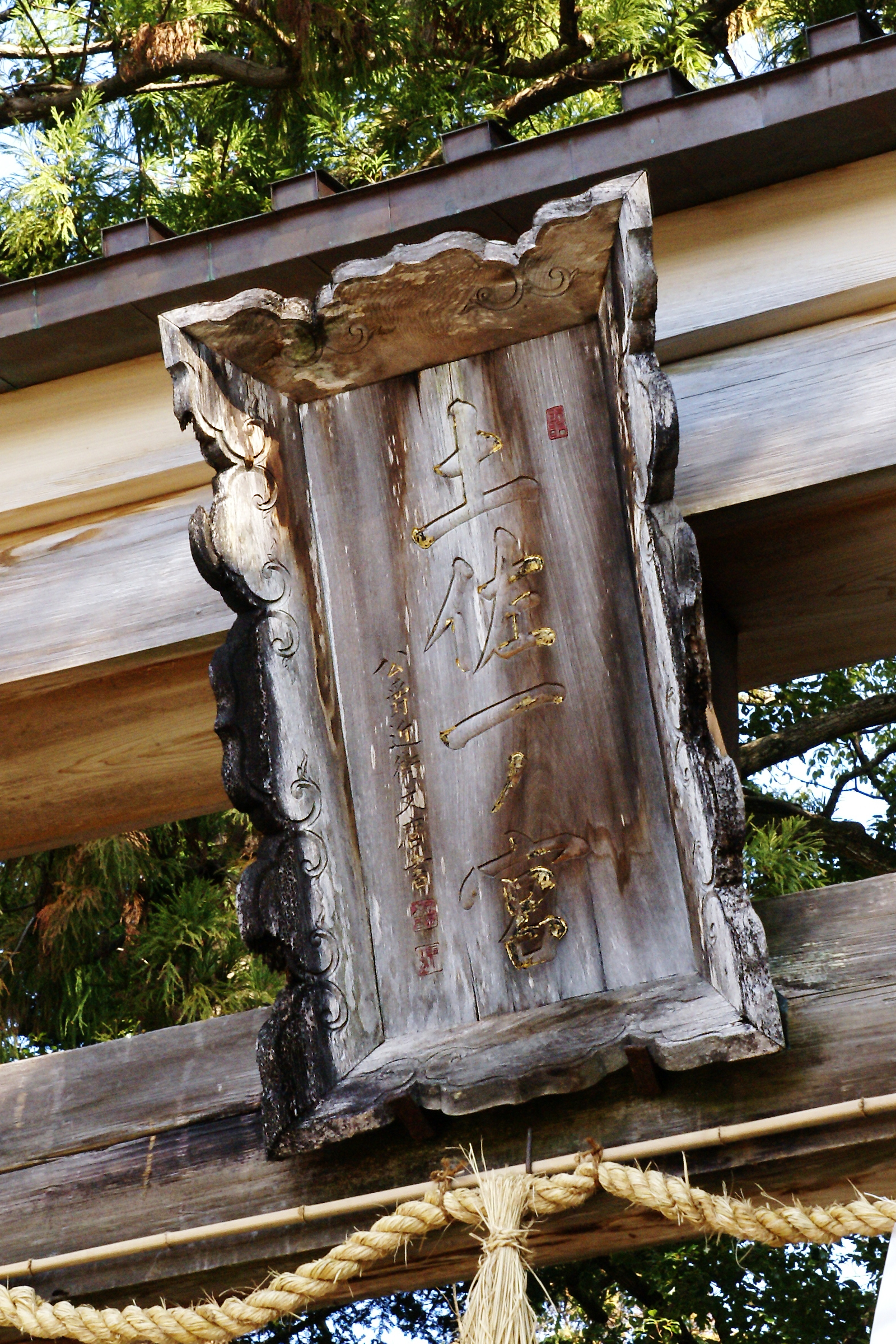
土佐神社の神額

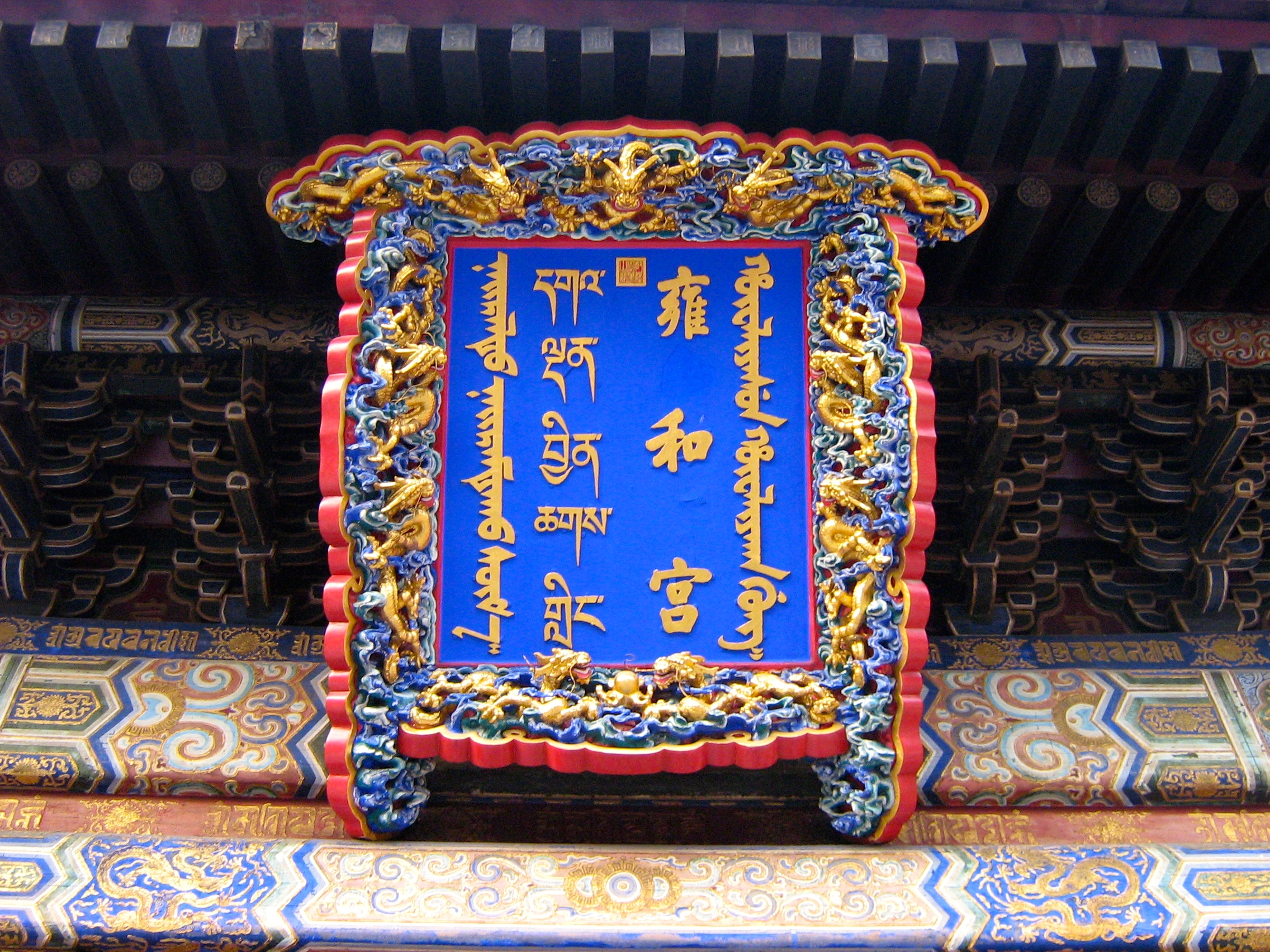
雍和宮の扁額。満洲語、漢文、チベット語、モンゴル語で書かれている。

扁額（へんがく、満洲語：ᡳᠯᡝᡨᡠ᠋ᠯᡝᡥᡝᠨ, iletulehen）は、建物の内外や門・鳥居などの高い位置に掲出される額（がく）、看板であり、書かれている文字はその建物や寺社名であることが多いが、建物にかける創立者の思いなどを記すことがある。扁額は神社、寺院、城門、茶室などの伝統建築のみでなく、学校、体育館、トンネルなどの近代建築においても掲げられる。特に神社に掲げられている額を「神額」（または「社額」）、寺院に掲げられている額を「寺額」（または「山号額」）という。扁額の文字は著名人が揮毫することがあり、扁額そのものが書跡としての文化財の扱いを受けることがある。扁額は奉納したものが掲げられることがあり、特に区別して奉納額ということもある。
扁額は中国に由来し、日本、ベトナム、韓国などでも見られる。清朝では、複数の言語が表記されたものも作られた。図案（意匠）としては神職であった氏族や家（いえ）が家紋として用いることがあるほか、小出氏の使用した紋として有名である。
皇帝や天皇が与える扁額を勅額という。

## 著名な扁額

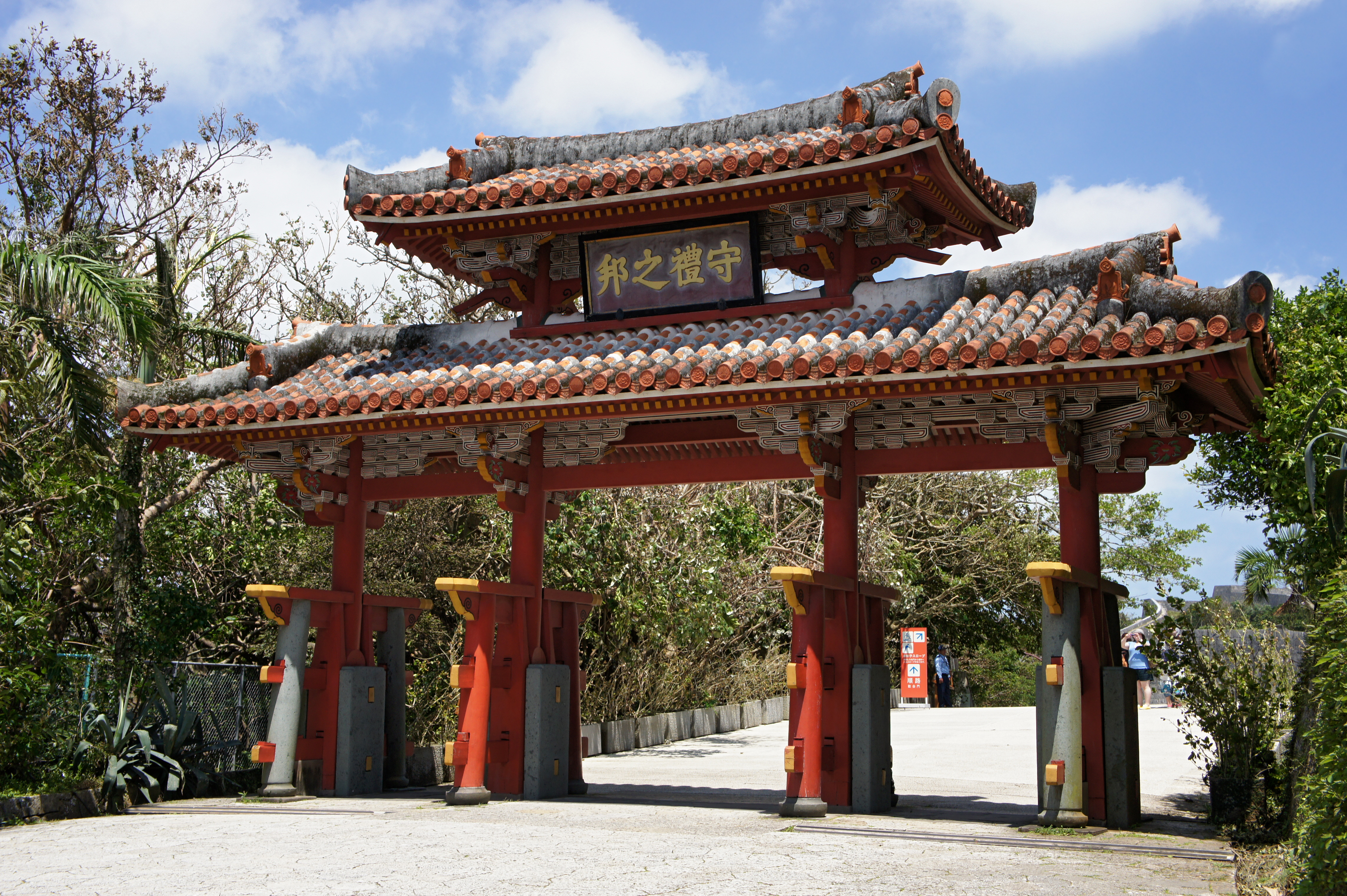
守礼門とその扁額
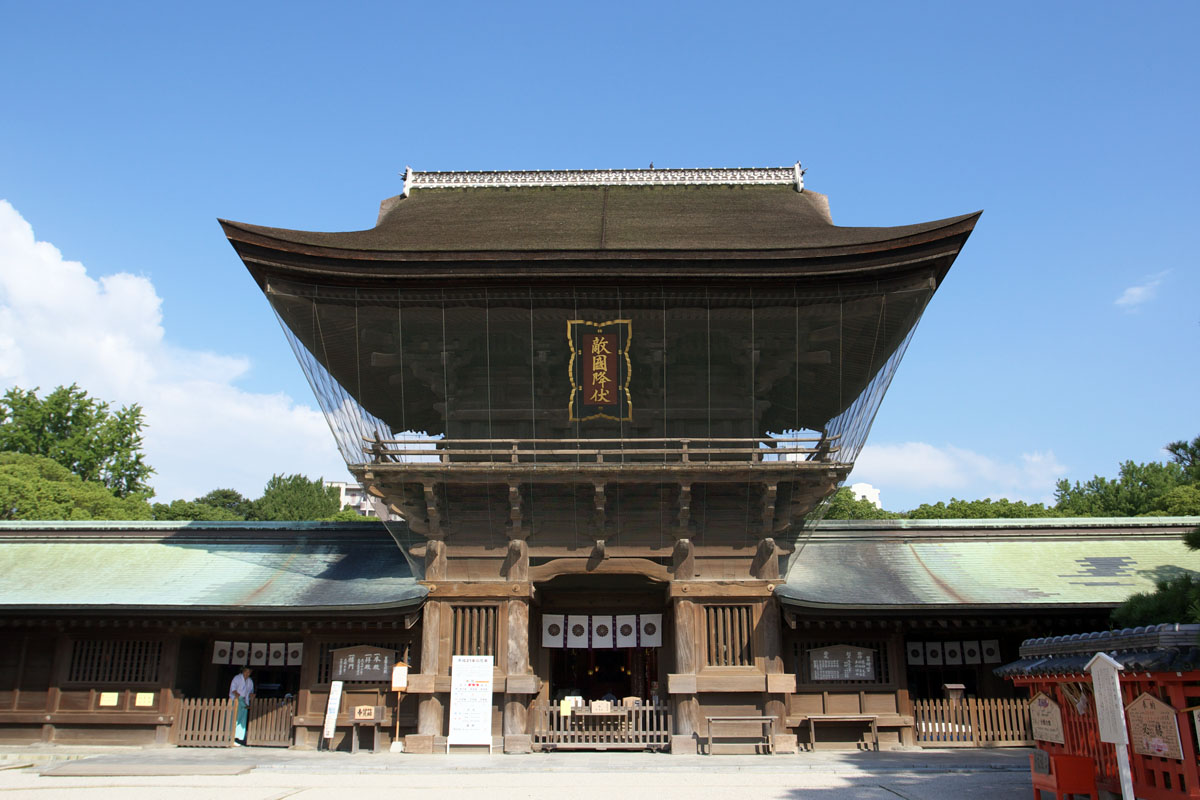
筥崎宮とその楼門正面
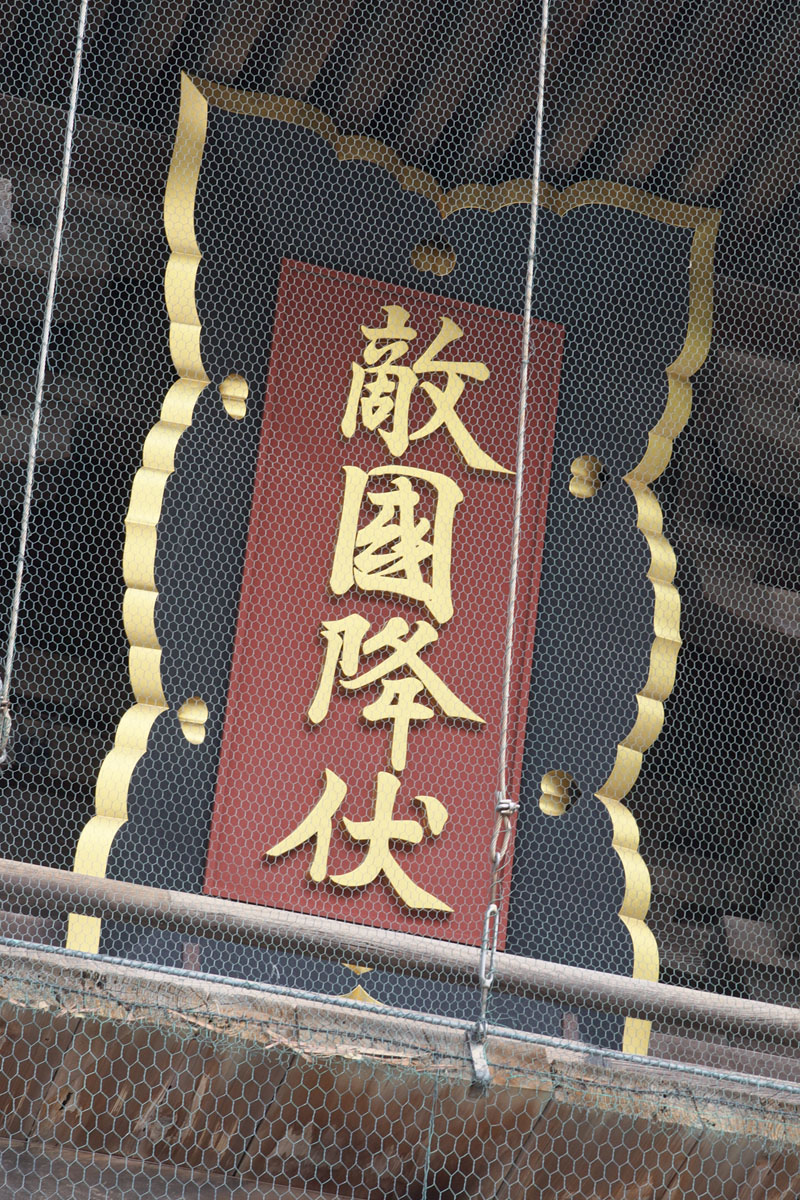
筥崎宮楼門とその扁額
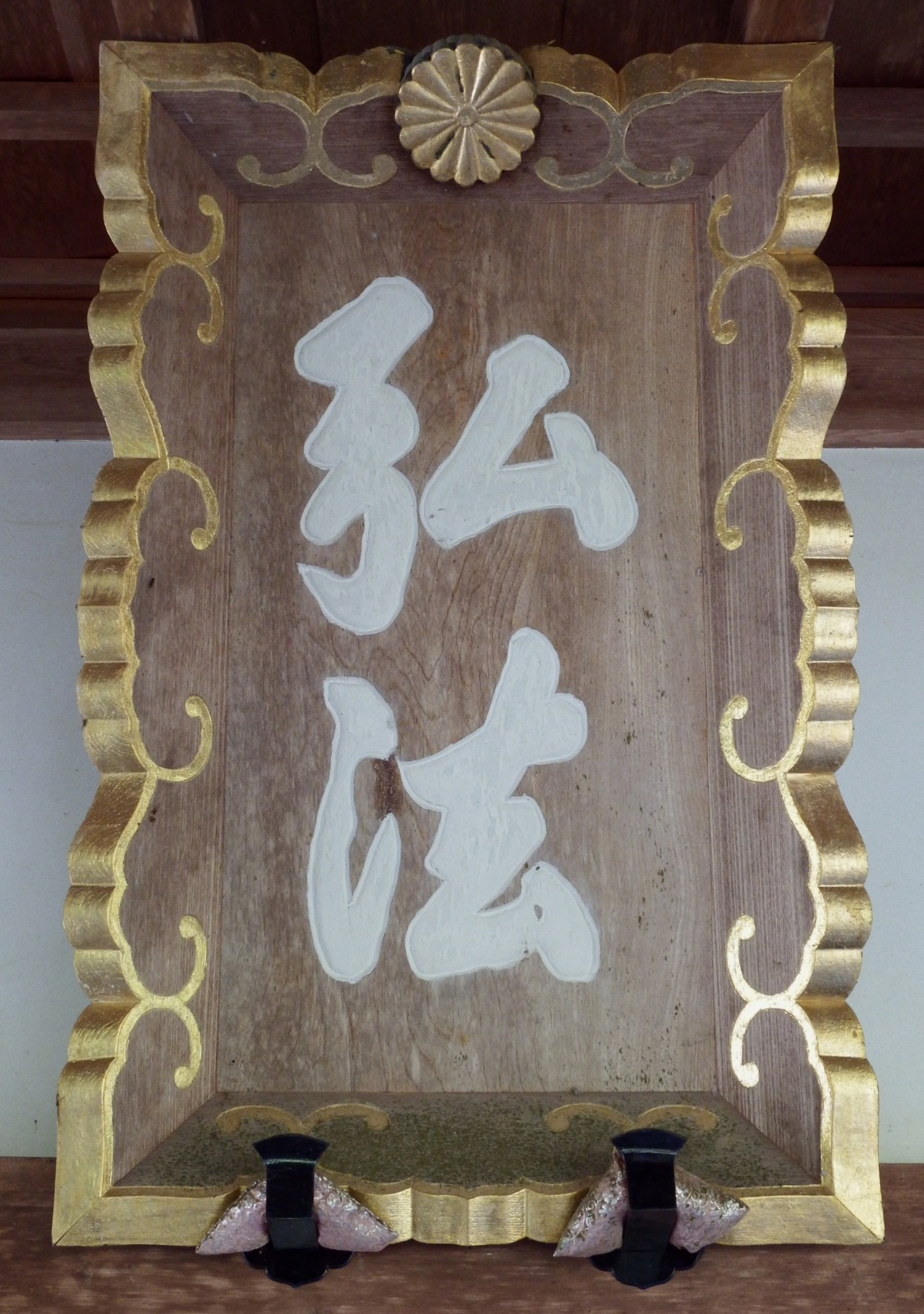
四国八十八箇所の大師堂に掛けられた扁額
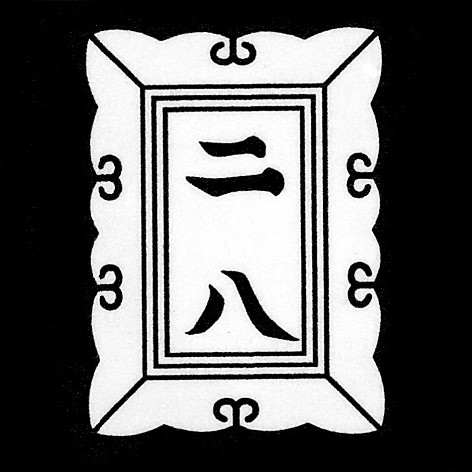
家紋 額に二八文字
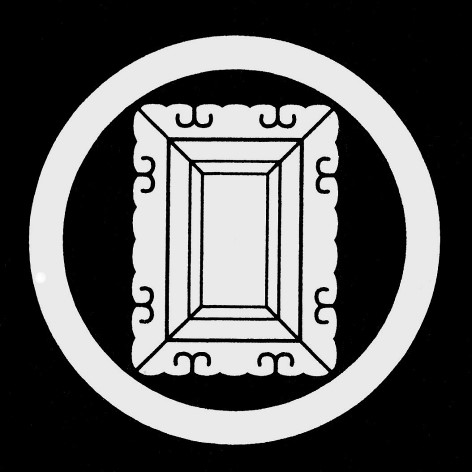
家紋 丸に額

扁額のために著名になり、あるいは通称がついた建造物がある。
- 首里城の城門の1つである守礼門は、古来の名称は「首里門」、愛称は「上の綾門」（いいのあやじょう）である[4]が、扁額に「守禮之邦」とあることから、門自体がこのように通称される。
- 筥崎宮の楼門は、扁額に「敵国降伏」とあることから「伏敵門」とも通称される[5]。この扁額の切手については筥崎宮#筥崎宮の勅額切手を参照。